# Indosaurus
Az Indosaurus (jelentése 'indiai gyík') egy theropoda dinoszaurusznem, amely a mai India területén élt a késő kréta kor maastrichti korszaka idején, körülbelül 69 millió évvel ezelőtt. A hossza 6 méter, a tömege pedig nagyjából 700 kilogramm lehetett.
Fosszilis maradványait, egy szokatlanul vastag részleges koponyát és a csontváz egyéb részeit az indiai Jabalpurban fedezték fel. A koponya arra utal, hogy az Indosaurus a szemei felett szarvakat viselt, bár ennek valamennyi fosszilis bizonyítéka elveszett.
Az Indosaurus talán rokonságban állt a különös dél-amerikai abelisauridával, a Carnotaurusszal. Amennyiben ez igaz, akkor az azt jelzi, hogy India nem volt elszigetelt kontinens az ezt megelőző 100 millió évben, ahogy sok őslénykutató gondolja. Máskülönben a két földrészt valószínűleg időszakos földhidak kötötték össze, lehetővé téve a dinoszauruszok vándorlását.
A típusfajt, az I. matleyit Friedrich von Huene és Charles Alfred Matley nevezte el 1933-ban. Ez a faj jelenleg tartalmazza a Megalosaurus matleyit. Zavarba ejtő módon a kétséges nevű fogtaxon, az Orthogoniosaurus fajának neve ugyanez (de más leletanyagon alapul). Egyes őslénykutatók felvetették, hogy az Indosuchust és a Compsosuchust is ide kellene besorolni.

## Fordítás
- Ez a szócikk részben vagy egészben az Indosaurus című angol Wikipédia-szócikk ezen változatának fordításán alapul.  Az eredeti cikk szerkesztőit annak laptörténete sorolja fel. Ez a jelzés csupán a megfogalmazás eredetét és a szerzői jogokat jelzi, nem szolgál a cikkben szereplő információk forrásmegjelöléseként.